# Korona średzka

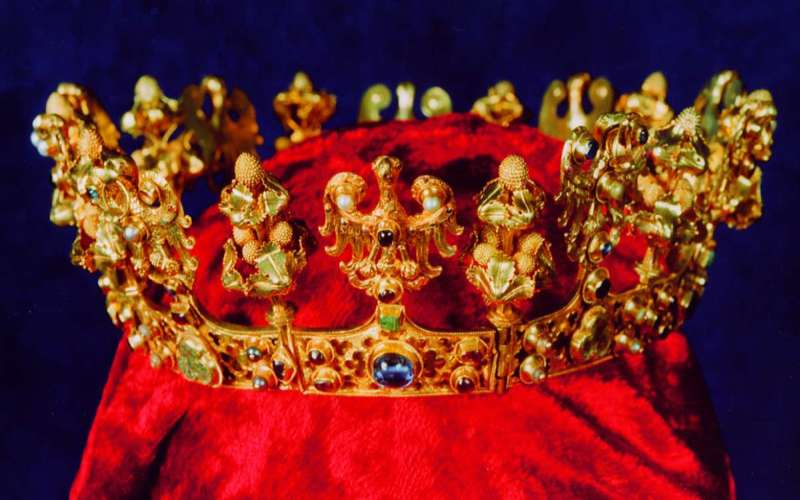
Korona średzka

Korona średzka – średniowieczna korona kobieca z przełomu XIII i XIV wieku, najcenniejsze ze znalezisk należących do skarbu średzkiego. Przechowywana w Muzeum Regionalnym w Środzie Śląskiej.

## Historia
Korona średzka prawdopodobnie została wykonana na zamówienie sycylijskich Andegawenów i w XIV wieku trafiła do Czech jako własność Blanki de Valois. Gdy królowa czeska zmarła, insygnium to odziedziczył jej mąż Karol IV Luksemburski, który mając kłopoty finansowe związane z zabiegami o koronę cesarską, zastawił ją z innymi królewskimi kosztownościami 3 września 1348 we Wrocławiu u bankiera Mojżesza. Gdy Śląsk ogarnęła epidemia dżumy, Mojżesz, obawiając się o swój skarb, zakopał go w piwnicy swojego domu w Środzie Śląskiej. Zapomniany przeleżał tam do lat osiemdziesiątych XX wieku, gdy przypadkowo został znaleziony przez robotników kopiących fundamenty budynków przy ulicy Daszyńskiego.

## Opis
Zrekonstruowana w 1995 roku przez pracowników Muzeum Narodowego w Krakowie z odnalezionych fragmentów korona ze Środy Śląskiej składa się z dziesięciu segmentów zwieńczonych orzełkami wysadzanymi szlachetnymi kamieniami: turmalinami, perłami, rubinami, szafirami i szmaragdami. Obręcz korony wykonana jest ze złota, a w każdy jej człon wmontowano kamienie ozdobne, których liczbę oszacowano na 193. Insygnium to zdobione jest przez szpile stylizowane na liście i owoce winorośli oraz małe pierścionki trzymane w dziobach orłów.

## Skarb średzki
- Odnalezienie średniowiecznego skarbu w Środzie Śląskiej w 1985 i 1988 roku spotkało się z bardzo żywym zainteresowaniem lokalnej społeczności oraz przyjezdnych. W trakcie prac archeologicznych wiele osób postronnych przywłaszczyło sobie część znalezisk. Spowodowało to, że na terenie Polski Milicja Obywatelska, a później policja, prowadziły przez kilka lat akcję o kryptonimie Korona, która skończyła się kilkoma procesami karnymi. Pomimo długotrwałego śledztwa do dziś nie udało się odzyskać wszystkich elementów skarbu, w tym fragmentów korony średzkiej.